# Бернли (район)
Бернли (англ. Burnley) — район (англ. non-metropolitan district) в церемониальном неметрополитенском графстве Ланкашир, административный центр — город Бернли.
Район расположен в юго-восточной части графства Ланкашир, граничит с графством Уэст-Йоркшир.

## Состав
В состав района входят 6 общин (англ. Parish):
- Брирклифф
- Даннокшоу-энд-Клоубридж
- Кливиджер
- Падихем
- Уэрстхорн-уит-Херствуд
- Хаптон